# Струма (Болгарія)
Стру́ма (болг. Струма) — село в Благоєвградській області Болгарії. Входить до складу общини Санданський.

## Населення
За даними перепису населення 2011 року у селі проживали 598 осіб, з них 559 осіб (99,8%) — болгари.
Розподіл населення за віком у 2011 році:
Динаміка населення: